# 鳈两极虫
鳈两极虫（学名：Myxidium sarcocheilichthysi）为两极科两极虫属的动物。在中国，分布于湖北等，营寄生生活，寄生在黑鳍鳈的胆囊。